# Dublin Connolly
Dublin Connolly (irl Stáisiún Uí Chonghaile) – jedna z głównych stacji kolejowych Dublina i zarazem Irlandii. Stacja została otwarta w 1844.